# Moncontour, Côtes-d'Armor
Moncontour är en kommun i departementet Côtes-d'Armor i regionen Bretagne i nordvästra Frankrike. Kommunen ligger i kantonen Moncontour som tillhör arrondissementet Saint-Brieuc. År 2022 hade Moncontour 742 invånare.

## Befolkningsutveckling
Antalet invånare i kommunen Moncontour
Referens:INSEE